# Енория
Енория (на гръцки: ενορία) или парохия (на гръцки: παροικία) е районът, обслужван от един енорийски свещеник, базиран в енорийска църква, която често има централно разположение в района. Възникнали още през Античността, енориите се използват в организационната структура на всички традиционни направления на християнството - православие, католицизъм, лутеранство, англиканство, както и от някои методистки и презвитериански църкви.